# Master Boot Record
Master Boot Record, MBR – główny rekord rozruchowy, struktura danych zapisana w pierwszym sektorze dysku twardego. Nazywany też Master Boot Block. Zawiera program rozruchowy oraz tablicę partycji.

## Budowa MBR

GNU GRUB MBR

MBR znajduje się na pierwszej ścieżce, w pierwszym cylindrze, w pierwszym sektorze dysku (CHS – 0, 0, 1), zajmuje jeden sektor (512 bajtów), jego struktura zmieniała się wraz z rozwojem techniki komputerowej. W klasycznym MBR pierwsze 446 bajtów zajmuje program rozruchowy (ang. bootloader). Druga część MBR to czteroelementowa tablica partycji – opisująca podział dysku na partycje, każda po 16 bajtów. MBR kończą 2 bajty sygnatury rozruchu (boot signature) szesnastkowo 0x55 0xAA.
| 512 bajtów         |                   |                   |                   |                   |           |
| 446 bajtów         | 64 bajty (4 x 16) | 64 bajty (4 x 16) | 64 bajty (4 x 16) | 64 bajty (4 x 16) | 2 bajty   |
| program rozruchowy | część 1           | część 2           | część 3           | część 4           | 0x55 0xAA |

Opis każdej z 4 partycji ma wielkość 16 bajtów i jest zbudowany w następujący sposób:
| Offset (w bajtach)                                         | Offset (w bajtach) | Długość pola | Opis                                                                                            |
| ---------------------------------------------------------- | ------------------ | ------------ | ----------------------------------------------------------------------------------------------- |
| +0h                                                        |                    | 1 bajt       | Status: 80h: partycja bootowalna, 00h: partycja niebootowalna                                   |
| +1h                                                        |                    | 3 bajty      | adres CHS pierwszego sektora partycji. Format jest opisany w następnych wierszach.              |
|                                                            | +1h                | 1 bajt       | numer głowicy                                                                                   |
|                                                            | +2h                | 1 bajt       | sektor w bitach 5–0; bity 7–6 są najbardziej znaczącymi bitami cylindra                         |
|                                                            | +3h                | 1 bajt       | bity 7–0 cylindra                                                                               |
| +4h                                                        |                    | 1 bajt       | typ partycji                                                                                    |
| +5h                                                        |                    | 3 bajty      | adres CHS ostatniego sektora partycji. Format opisu identyczny jak pierwszego sektora partycji. |
| +8h                                                        |                    | 4 bajty      | adres LBA pierwszego sektora partycji                                                           |
| +Ch                                                        |                    | 4 bajty      | liczba sektorów w partycji                                                                      |
| Wszystkie wielobajtowe pola w tabeli są typu little endian |                    |              |                                                                                                 |